# Deutschland pro Papa
Deutschland pro Papa (DpP) ist eine katholische Laienbewegung aus Deutschland, die im Wesentlichen die Papsttreue zum Gegenstand hat. Die genauere Vereinsbezeichnung lautete bis zum November 2013: „Deutschland pro Papa – Solidarität mit Papst Benedikt XVI. e. V.“, nach einer Umbenennung ist der Name des Vereins Pro Papa – Solidarität mit dem Papst e. V.  Die erste Vorsitzende war Sabine Beschmann, die als Organisatorin des Vereins mit dem Pater-Werenfried-Preis von Kirche in Not ausgezeichnet wurde.

## Entstehung
Die Initiative geht auf eine große Papst-Kundgebung in Rom am 20. Mai 2010 mit mehr als 200.000 Teilnehmern zurück. Sabine Beschmann (Vorsitzende) und Regina Steinert nahmen die Idee auf und wollten eine ähnliche Initiative dauerhaft in Deutschland etablieren. Zunächst begann die Kommunikation am 1. Juni über eine Gruppe auf Facebook. Nach ersten Kundgebungen in Köln und München im Verlauf des Sommers erfolgt am 26. September 2010 die Vereinsgründung.

## Ziele und Positionen
Die konservative Laien-Gruppierung in der katholischen Kirche wurde Mitte 2010 als eine Reaktion auf die anhaltende und teilweise als überzogen empfundene Kritik, die Papst Benedikt XVI. entgegengebracht wurde, gegründet. Ziel der Initiative ist nach eigenen Angaben, die urkatholische Basis zu stärken und sich für papsttreue Katholiken einzusetzen, um so der Spaltung innerhalb der katholischen Kirche in Deutschland entgegenzutreten. Ebenso sei die Einigung aller Katholiken ein Ziel der Bewegung.
Der Verein möchte zeigen, dass es in Deutschland viel mehr romtreue Katholiken gebe, als dies in der Öffentlichkeit wahrgenommen werde.
Durch die ausdrückliche Zusammenarbeit mit den Bischöfen grenzt sich die Bewegung nach eigenen Angaben deutlich von anderen Laieninitiativen innerhalb der katholischen Kirche in Deutschland ab. Sie will ausdrücklich nicht kritisch gegen katholische Amtsträger vorgehen.
Die Namensänderung im November 2013 solle darstellen, dass die Unterstützung sich nicht auf eine einzelne Person beziehe, sondern allen Päpsten gelten solle.
Im Dezember 2020 traten Regina Steinert und Sabine Beschmann aus Enttäuschung über den Umgang mit den Missbrauchsfällen aus der Kirche aus. 

## Aktivitäten
Die Initiative hat bereits mehrmals Solidaritätskundgebungen und andere Veranstaltungen in den verschiedenen deutschen katholischen Bistümern durchgeführt. Als erste Veranstaltungen fanden am 10. Juli 2010, dem Namenstag des damaligen Papstes, öffentliche Solidaritätskundgebungen in Köln und München statt, an denen insgesamt rund 4000 Personen teilnahmen.
Mit einer Postkartenaktion hat Deutschland pro Papa während der Vatileaks-Affäre zu Solidarität mit Benedikt XVI. aufgerufen: In  drei Tagen sandten über 3000 Teilnehmer von dem Verein angebotene Postkarten an den Heiligen Stuhl, auf dem ein Bild des Papstes mit dem Slogan „Papst Benedikt, wir stehen zu dir!“ abgebildet war. Diese Aktion fand auch Beachtung in einem Kurzinterview im Rahmen der wöchentlichen Fernseh-Sendung Gott und die Welt der ARD.
Als Vertreterin des Vereins nahm die damalige Vorsitzende Sabine Beschmann anlässlich des Papstbesuchs in Deutschland am 16. November 2011 an einer Diskussionsrunde im Rahmen der wöchentlichen Talkshow Nachtcafe des SWR teil.
Bei einer vom Verein durchgeführten Auftaktveranstaltung zum Jahr des Glaubens am 13. Oktober 2012 in Köln nahmen als Referenten neben Diözesanbischof Josef Kardinal Meisner und Weihbischof (em.) Klaus Dick auch die katholischen Publizisten Martin Lohmann und Michael Hesemann teil.
Als Reaktion auf den Amtsverzicht des Papstes hat Deutschland pro Papa ein „geistliches Dank- und Abschiedskonzert für Papst Benedikt XVI.“ mit dessen Bruder Georg Ratzinger als Ehrengast gegeben.

## Prominente Mitglieder und Förderer
Der Autor Michael Hesemann ist seit 2010 eines der Gründungsmitglieder der Initiative. Der Papst-Bruder Georg Ratzinger war, der Publizist Martin Lohmann ist Ehrenmitglied des Vereins. Unterstützung von den Oberen aus der deutschen Amtskirche selbst erfuhr der Verein u a. von Joachim Kardinal Meisner und Weihbischof (em.) Klaus Dick. Daneben hatte und hat der Verein weitere prominente Unterstützer, wie den Gründer von K-TV, Hans Buschor, Kathy Kelly, Erich Prinz von Lobkowicz, Tobias Neumann, Matthias Matussek, Peter Seewald, Bernhard Meuser und das päpstliche Hilfswerk Kirche in Not.